# ۲-آنتراکینون‌سولفونات سدیم
۲- آنتراکینون‌سولفونات سدیم (به انگلیسی: Sodium 2-anthraquinonesulfonate) یک ترکیب شیمیایی با شناسه پاب‌کم ۸۵۵۱ است.